# Billie Ray Martin
Pour les articles homonymes, voir Martin.
Billie Ray Martin (née le 27 avril 1970 à Hambourg, de son vrai nom Birgit Dieckmann) est un auteur-compositrice-interprète allemande. Elle a également utilisée les noms de scène de Lisaweta Prokofjewna et Hot Skates 3000.

## Biographie
Principalement connue pour son single Your Loving Arms (1995), lequel est entré dans plusieurs hit-parades internationaux, elle est également l'une des chanteuses du single Hey Music Lover (1989) de S'Express et chanteuse principale d'Electribe 101 (en) sur les chansons Tell Me When the Fever Ended (1989) et Talking with Myself (1990).
Elle a également fait plusieurs chansons comme solo comme Running Around Town (1995) et Imitation of Life (1996), et sa chanson Honey (1999) a notamment fait l'objet d'un remix par Chicane.

## Discographie

### Albums
- Deadline For My Memories (1996)
- Recycled Garbage (2002)
- BRM New Demos (2003)